# 艾瑪.
是一部2020年英國喜劇劇情片，由奧特姆·德魏爾德執導，埃莉諾·卡頓撰寫劇本，改編自珍·奧斯汀的1815年小說《艾瑪》。其主演包括安雅·泰勒-喬伊、強尼·佛林、喬許·歐康納、卡倫·透納、米亞·高斯、米蘭達·哈特和比爾·奈伊。英文片名內含的句號（period）是暗示本片為時代劇（period piece）。
該片於2020年2月14日在英國上映，美國於同年2月21日上映，由焦點影業發行。

## 劇情
故事敘述「漂亮、聰明、富有」的女孩艾瑪·伍德豪斯與她的朋友及親人的浪漫事務交織在一起。

## 演員
- 安雅·泰勒-喬伊飾演艾瑪·伍德豪斯（英语：Emma Woodhouse）
- 強尼·佛林（英语：Johnny Flynn (musician)）飾演喬治·奈特利（英语：George Knightley）
- 比爾·奈伊飾演伍德豪斯先生（英语：Mr. Woodhouse）
- 米亞·高斯飾演哈莉特·史密斯（Harriet Smith）
- 喬許·歐康納飾演艾爾頓先生（Mr. Elton）
- 卡倫·透納飾演法蘭克·邱吉爾（Frank Churchill）
- 米蘭達·哈特飾演貝茲小姐（英语：Miss Bates）
- 魯珀特·格雷夫斯飾演韋斯頓先生（英语：Mr. Weston）
- 潔瑪·韋倫（英语：Gemma Whelan）飾演韋斯頓女士（Mrs. Weston）
- 安柏·安德森（英语：Amber Anderson）飾演珍·費爾法克斯（Jane Fairfax）
- 譚雅·雷諾斯飾演艾爾頓女士（Mrs. Elton）
- 康納·斯溫德爾飾演羅伯特·馬丁（Robert Martin）

## 製作
2018年10月，安雅·泰勒-喬伊加入珍·奧斯汀小說《艾瑪》的改編電影，由奧特姆·德魏爾德執導，這也是她執導的首部長片作品。2018年12月，強尼·佛林加入演出陣容。2019年3月，其他確認參演的演員包括比爾·奈伊、米亞·高斯、喬許·歐康納、卡倫·透納、米蘭達·哈特、魯珀特·格雷夫斯、潔瑪·韋倫、安柏·安德森與譚雅·雷諾斯。亞莉珊卓·柏恩被聘來擔任該片的服裝設計。

### 拍攝
主要拍攝於2019年3月18日開始進行。

## 發行
《艾瑪.》定於2020年2月14日英國上映。美國2020年2月21日上映，由焦點影業發行。
受新冠肺炎疫情影响，NBC环球宣布《艾玛》与另外两部正在上映的电影（《隐形人》和《猎捕》）一起，从3月20日开始进行線上影片点播，每部电影48小时点播租赁价格为19.9美元。

## 反響

### 評價
匯總網站爛番茄根據38條評論而持有89%的新鮮度，平均得分7.07／10。而在Metacritic上則獲得67分（滿分100），代表「普遍好評」。

## 外部連結
- 互联网电影数据库（IMDb）上《艾瑪.》的资料（英文）
- 爛番茄上《艾瑪.》的資料（英文）
- Metacritic上《艾瑪.》的資料（英文）
- 豆瓣电影上《艾瑪.》的資料 （简体中文）